# Watersiana
Watersiana is een monotypisch mosdiertjesgeslacht uit de familie van de Vesiculariidae en de orde Ctenostomatida. De wetenschappelijke naam ervan is in 1912 voor het eerst geldig gepubliceerd door Calvet.

## Soort
- Watersiana paessleri (Calvet, 1912)